# Prix Merlin
Der Prix Merlin war ein französischer Literaturpreis, der von 2002 bis 2014 für Werke aus dem Bereich der Phantastik verliehen wurde. Ausgezeichnet wurde bis 2007 französische Fantasy, danach Werke der Phantastik allgemein. Die Preisträger wurden vom Publikum aus einer Vorauswahl mit im Vorjahr erstmals in Frankreich in französischer Sprache erschienenen Werken in einem zweistufigen Verfahren bestimmt. Die Beteiligung an der Wahl über ein Online-Formular stand jedermann offen.
Auszeichnungen wurden in den folgenden Kategorien vergeben:
- Bester Roman (Meilleur roman)
- Beste Kurzgeschichte (Meilleure nouvelle)

## Preisträger
Bester Roman
- 2002: Catherine Dufour für Blanche Neige et les lance-missiles
- 2003: Léa Silhol für La Sève et le Givre
- 2004: Mélanie Fazi für Trois pépins du fruit des morts
- 2005: Charlotte Bousquet für Les Arcanes de la trahison
- 2006: M. H. Essling für Le Temps de l'accomplissement
- 2007: Sire Cédric für Angemort
- 2008: Élodie Tirel für Les Héritiers du Styrix
- 2009: Édouard Brasey für Les Chants de la Walkyrie
- 2010: John Lang für Le Donjon de Naheulbeuk : l'Orbe de Xaraz
- 2012: Georgia Caldera für Les Larmes rouges
- 2013: Cassandra O’Donnell für Potion macabre
- 2014: John Lang für Le Donjon de Naheulbeuk : à l'Aventure, compagnons

Beste Kurzgeschichte
- 2002: Mélanie Fazi für Matilda
- 2003: Jess Kaan für L'Affaire des elfes vérolés
- 2004: Sylvie Miller für Le Survivant et Philippe Ward
- 2005: Laurent Whale für Hélas, Elias !
- 2006: Nathalie Dau für Le Violon de la fée
- 2007: Estelle Valls De Gomis für Circé et la Malédiction de Démeter
- 2008: Virginia Schilli für Dernier soupir
- 2009: Mélanie Fazi für Noces d'écume
- 2010: Anthony Boulanger für La Descente aux enfers d'Orphée et Eurydice
- 2012: Romain Billot für Le Visage de la bête
- 2013: Vincent Tassy für Mademoiselle Edwarda
- 2014: Olivier Peru für Le Monstre de Shaerten